# チャールズ・グッドイヤー

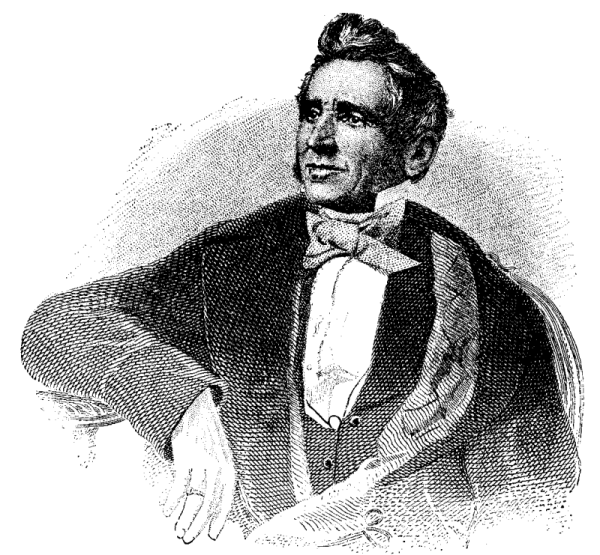
チャールズ・グッドイヤー。1891年に描かれた肖像画

チャールズ・グッドイヤー（Charles Goodyear, 1800年12月29日 - 1860年7月1日）は、アメリカ合衆国の発明家。ゴムの加硫法を発明した。

## 生い立ち
チャールズ・グッドイヤーは1800年12月29日、コネチカット州ニューヘイブンで、農民のアマサ・グッドイヤーの6人兄弟の長男として生まれた。
父の農場はニューヘブンの地峡部、現在オイスター・ポイントとして知られる場所にあり、一族の先祖は1638年にニューヘブン入植地を創設した一人であったという。チャールズはそこで幼少時を過ごしたが、アマサは象牙のボタン製造に関心を持ち、また製粉所を建設するのに適した場所を求め、一家は川があって水車を使えるコネチカット州ノーガタックに引っ越した。父は製粉業に加え農場も経営し、チャールズ少年は家業の手伝いで大忙しだった。
1816年、16歳のチャールズは機械学を学ぶためフィラデルフィアに行った。彼は熱心に勉学に励み、21歳で実家に戻ると、父親のボタン製造業を手伝った。また当時ほとんどイギリスからの輸入品だった農器具の製造に取り組んだ。彼は24歳のとき、生涯チャールズの発明を支え続けたクラリッサ・ビーチャーと結婚した。二年後、彼は再びフィラディルフィアに転居し、農具製造の鍛冶店を開いた。彼の店で作られた農具は信頼できるとの評判で、彼の事業は軌道に乗り、その後数年間はうまく行っていた。しかし30歳ごろ彼は健康問題を抱え、同時に事業が傾いてきた。彼の店は奮闘の甲斐なく最終的に破産し、その後の十年間はグッドイヤーにとって辛い時代となった。グッドイヤーは借金返済のため発明の努力を続けていた間にも、当時の法律の下で何度も刑務所に投獄される。

## ゴム製品の開発
1831年ごろ、彼は当時の新素材であったゴムに興味を持ち、ゴムに関する新聞の記事はすべて切り抜いた。当時、ボストンのロクスバリー・ラバー・カンパニーはゴム製品の製造所を持ち、製品を全国に販売していた。グッドイヤーはニューヨークでロクスバリーのゴムの浮き輪を買ってきて試験し、チューブの不完全さにあきれ返った。彼は自分で幾つかのチューブを試作し、それをロクスバリー・ラバー社に持ちこんだ。
当時のロクスバリー社は、実は製品の信頼性の不足のため倒産寸前になっていた。当時のゴム製品は温度に影響されやすく、冬は低温でかちかちに固まり、夏は熱でべたべたに溶けてしまう性質があった。そして当時の製造技術では、ゴム製品に実用に耐える安定性と耐久性を与えることができなかった。
ロクスバリー社の担当者はグッドイヤーの考案したチューブに満足し、その製品は1年間テスト販売された。驚いたことに、彼らが自信を持っていた、何千ドル分もの商品が、ゴムの劣化によって返品されてきて、土に埋めて廃棄しなければならなかった。グッドイヤーはフィラデルフィアに戻ってゴムの実験をやり直し、製品の欠点を克服する決意を固めた。
彼は債権者に訴えられ、再三にわたって刑務所に入れられながらも実験をくり返した。ゴムを熱して練り、それに酸化マグネシウムを加えると、白い合成物になり、粘着性が除去されたように見えた。彼は秘密を発見したと考え、資金を集めてニューヘブンに小さな工房を建て、そこで発明を完成させることにした。ここで彼は、手はじめにゴム靴を作った。また自宅を材料の粉砕、引き延ばし、攪拌工程ができるよう改造し、妻と子供の協力の下で研究を続けた。彼の家は油煙で煤け、ゴムや酸化マグネシウムがテレビン油で溶ける悪臭が漂い、靴の裏地に使用される布が床じゅうに広げられていた。しかし依然としてゴムの溶解の問題は解決できず、この状態も長くは続かなかった。出資者たちは失望し、資金引き上げをグッドイヤーに通告した。
グッドイヤーはあきらめる気はなかった。彼は設備を売り払うと、家族を下宿屋に残してニューヨークへ行った。ニューヨークで彼は、薬剤師の友人の屋根裏部屋で実験を継続した。やがて彼は、酸化マグネシウムを加えたゴムを生石灰と煮沸する方法を考案した。ゴムはアルカリによって粘着性を失い、ついに問題が解決されたように思われた。すぐにその実験結果は知れ渡って評判になり、いまや成功も確実と思われた。しかしある日、彼はゴム布の上に弱酸をたらすとアルカリが中和され、ゴムが再び粘着性を持つことに気がついた。彼は自らの持つゴムの性質に関する知識に照らし、実験がまだ成功していないことを理解した。彼は実験を続け、ニューヨークの屋根裏から3マイル離れたグレニッチヴィレッジに転居し、そこで実験を継続した。グッドイヤーが行った様々な実験は彼の健康に悪影響を与えた。ある時、彼は実験中に発生した有毒ガスで窒息死しかけた。その時はあやうく助かったが、彼はガスのせいで寝込んでしまい、一時は危篤まで行った。
実験で彼は、硝酸に浸したゴムの表面が粘性を失うことを発見した。彼はこのいわゆる酸加硫法を用いて多くの製品を作りだし、アンドリュー・ジャクソン大統領より、じきじきに励ましの手紙を受け取る光栄に浴した。グッドイヤーは出資者を募り、スタテン島に工場を建設して製造設備を据えつけ、衣類、救命具、ゴム靴など様々なゴム製品を生産し始めた。グッドイヤーは自宅を建てて家族を呼び寄せ、全てがうまく行きはじめたちょうどそのとき、1837年に恐慌がやってきた。グッドイヤーは再び破産して、すべての財産を失った。
無一文になったグッドイヤーはボストンへ行き、ロクスバリー・ラバー社のJ・ハスキンスから借金をしてゴム製品の開発を再開した。彼は酸加硫法の特許を取得し、政府と150個の郵袋納入契約を結んだ。グッドイヤーは袋を製造し、暖かな部屋にそれをしまって1ヶ月の休暇に出た。1ヶ月後に戻ると袋は溶けて変質していた。酸加硫法はいまだ完全な方法とは言えず、彼らの製品は硬化したり溶解したりして顧客から続々と返品されてくる状態であった。
重要な発見は1839年の冬になされた。グッドイヤーは実験でゴムに硫黄を混ぜ、それを加熱した(資料によっては、誤ってストーブに接触させたのだという)。加熱されたゴムは溶解せずに革のように焼け焦げ、周りに乾燥した弾力のある褐色の物質が残った。彼は硫黄がゴムに耐熱性を持たせることを知った。
硫黄がゴムの性質を変えることは分かったものの、どの程度の熱を加えれば良いかはいまだ不明確だった。彼はゴム片を熱い砂の中に入れて加熱したり、マシュマロのように焼いてみたり、やかんの上で蒸気を当てたり、アイロンで熱したりと、胃痛と痛風に悩まされ、足を引きずりながら実験を続けた。
その頃、一家はマサチューセッツ州ウーバンで極貧生活を送っていた。彼は実験を続けるため、家財道具のほとんどを売り払った。皿がなくなったときは、ゴムで皿を作った。ついに食費にもこと欠くようになった。所用でボストンに行ったとき、ホテル代の5ドルを払えず拘留された。釈放されて自宅に戻ると、彼の息子の一人が死んでいた。グッドイヤーは葬儀代が払えず、借りた馬車で小さな棺を墓地まで運んだ。彼の12人の子供のうち、6人が幼少時に死亡している。
実験の末、彼は華氏約270度を維持し、4～6時間蒸気で圧力をかけた際に一定の結果を得られることを発見した。その実験結果を基に、ニューヨークへ行き、ウィリアム・ライダーにサンプルを見せてゴム製造の出資を仰ごうとしたが、ライダー商会は倒産状態で、資金の獲得には失敗した。彼はマサチューセッツ州スプリングフィールドで、成功した紡織業者だった義弟のデ・フォレストから援助をとりつけ、1842年にゴム工場を立ち上げた。彼は弟のネルソンとヘンリーに管理を任せ、同社は1844年に、ゴムを混合する機械をはじめて導入している。
グッドイヤーは1844年6月15日に加硫ゴムの特許を取得した。その後、特許侵害が頻発したため、彼は訴訟で対抗し、32件もの裁判を連邦最高裁まで戦うことを強いられた。1852年には国務長官のダニエル・ウェブスターが彼の弁護を行った。グッドイヤーはウェブスターに15,000ドルを支払い、それは当時として最高水準の弁護料だった。2日間の弁論で、ウェブスターはさらなる特許権侵害に対する差止命令を勝ち取り新聞に大きく報道されたが、その後も特許侵害がやむことはなかった。
グッドイヤーはゴムのサンプルを製法、成分を明らかにせずイギリスのゴム会社に送付した。トーマス・ハンコック(タイヤメーカーのハンコックタイヤとは無関係) はそのサンプルを分析し、表面に硫黄分が付着していることに気がつき、加硫法の秘密を知った。ハンコックは実験を重ね、グッドイヤーの4年後1843年に、加硫ゴムの製造法を再現することに成功した。その後グッドイヤーがイギリスで特許申請を行ったとき、数週間前にハンコックが特許申請を行っていたことを知らされた。1852年にハンコックはグッドイヤーに対し、加硫ゴムの開発はグッドイヤーの製品の分析からもたらされたことを認めたが、イギリスにおける特許を主張し、のちにグッドイヤーとハンコックのイギリスにおける訴訟に発展する。加硫ゴムはフランスでさっそくシャスポー銃などの新兵器に採用され、1855年にはフランス皇帝ナポレオン3世がグッドイヤーにレジオンドヌール勲章を授与した。
グッドイヤーは1860年7月1日にニューヨークのフィフス・アヴェニュー・ホテルで死去し、故郷ニューヘブンの墓地に埋葬された。彼が死去したとき、まだ20万ドルの借金が残った状態だった。しかし彼の家族は、特許収入で以後安定した生活を送ることができた。息子のチャールズ・グッドイヤー・ジュニアは発明の才能を受け継ぎ、その後グッドイヤー・ウェルト製法という靴の製造機械を開発している。1976年には、グッドイヤーはオハイオ州アクロンの「発明者の殿堂」にノミネートされた。
グッドイヤー自身も一族も、タイヤメーカーのグッドイヤー社との関係はない。現在、彼と関係のある会社は、グッドイヤーが管理者として勤務していた小企業を吸収合併したユナイテッド・ステーツ・ラバーである。